# Atletica leggera alla XXIX Universiade - 400 metri piani maschili
I 400 metri piani maschili alla XXIX Universiade si sono svolti dal 23 al 25 agosto 2017.

## Podio
| Oro     | Luguelín Santos Rep. Dominicana |
| Argento | Yoandys Lescay Cuba             |
| Bronzo  | Rafał Omelko Polonia            |

## Risultati

### 1º turno
Passano alle semifinali i primi due atleti di ogni batteria (Q) e i sei atleti con i migliori tempi tra gli esclusi (q).
| Posizione | Batteria | Nome                      | Nazionalità       | Tempo | Note                                     |
| --------- | -------- | ------------------------- | ----------------- | ----- | ---------------------------------------- |
| 1         | 1        | Rafał Omelko              | Polonia           | 46.77 | Q                                        |
| 2         | 8        | Nathaniel George          | Canada            | 46.91 | Q                                        |
| 3         | 1        | Mikhail Litvin            | Kazakistan        | 46.92 | Q,                                       |
| 4         | 8        | Mateo Ružić               | Croazia           | 46.93 | Q                                        |
| 5         | 7        | Zakithi Nene              | Sudafrica         | 46.97 | Q                                        |
| 6         | 7        | Othman Al-Busaidi         | Oman              | 47.05 | Q,                                       |
| 7         | 5        | Yoandys Lescay            | Cuba              | 47.06 | Q                                        |
| 8         | 8        | Li Runyu                  | Cina              | 47.14 | q                                        |
| 9         | 3        | Darren Alfred             | Trinidad e Tobago | 47.18 | Q                                        |
| 10        | 1        | Jan Tesař                 | Rep. Ceca         | 47.22 | q                                        |
| 11        | 2        | Luguelín Santos           | Rep. Dominicana   | 47.34 | Q                                        |
| 11        | 3        | Daniele Angelella         | Svizzera          | 47.34 | Q                                        |
| 13        | 2        | Silvan Lutz               | Svizzera          | 47.40 | Q                                        |
| 14        | 6        | Luis Charles              | Rep. Dominicana   | 47.42 | Q                                        |
| 15        | 5        | Denis Danáč               | Slovacchia        | 47.50 | Q                                        |
| 16        | 9        | Kajetan Duszyński         | Polonia           | 47.57 | Q                                        |
| 17        | 5        | Batuhan Altıntaş          | Turchia           | 47.59 | q                                        |
| 18        | 9        | Benjamin Ayesu-Attah      | Canada            | 47.65 | Q                                        |
| 19        | 1        | Bienvenu Sawadogo         | Burkina Faso      | 47.69 | q                                        |
| 19        | 9        | Ibrahima Mbengue          | Senegal           | 47.69 | q                                        |
| 21        | 9        | Ayodeji Akinkuowo         | Nigeria           | 47.69 | q,                                       |
| 22        | 3        | Takamasa Kitagawa         | Giappone          | 47.85 |                                          |
| 23        | 4        | Davide Re                 | Italia            | 47.87 | Q                                        |
| 24        | 2        | Yang Lung-hsiang          | Taipei cinese     | 47.95 |                                          |
| 25        | 6        | Daniele Corsa             | Italia            | 47.97 | Q                                        |
| 26        | 4        | Jordan Clarke             | Stati Uniti       | 48.02 | Q                                        |
| 27        | 8        | Cliffton Meshack          | Botswana          | 48.03 |                                          |
| 28        | 8        | Abdelrahman Abualhummos   | Giordania         | 48.16 | Miglior prestazione personale            |
| 29        | 3        | Andrey Sokolov            | Kazakistan        | 48.19 |                                          |
| 30        | 1        | Rokas Pacevičius          | Lituania          | 48.27 |                                          |
| 31        | 6        | Duncan Agyemang           | Ghana             | 48.53 |                                          |
| 32        | 5        | Anchois Aron              | Malaysia          | 48.56 |                                          |
| 33        | 3        | Daniel Bingi              | Uganda            | 48.57 |                                          |
| 34        | 6        | Kwong Kar Jun             | Malaysia          | 48.65 |                                          |
| 35        | 4        | Charles Shimukowa         | Zambia            | 48.72 |                                          |
| 36        | 7        | Benson Okot               | Uganda            | 48.87 |                                          |
| 37        | 4        | Yang Zeping               | Cina              | 49.03 |                                          |
| 38        | 7        | Wijesundara Mudiyanselage | Sri Lanka         | 49.06 |                                          |
| 39        | 4        | Sten Ütsmüts              | Estonia           | 49.20 | Miglior prestazione personale stagionale |
| 40        | 5        | Mohammed Mahnashi         | Arabia Saudita    | 49.22 | Miglior prestazione personale stagionale |
| 41        | 1        | Tan Zong Yang             | Singapore         | 49.25 | Miglior prestazione personale stagionale |
| 42        | 4        | Umar Sadat                | Pakistan          | 49.27 |                                          |
| 43        | 2        | Pankaj Malik              | India             | 49.61 |                                          |
| 44        | 2        | Isaac Olumbe              | Kenya             | 49.66 |                                          |
| 45        | 3        | Obrey Chabala             | Zambia            | 49.80 |                                          |
| 46        | 8        | Jakob Goroško             | Estonia           | 49.81 |                                          |
| 47        | 2        | Lim Hyoung-bin            | Corea del Sud     | 49.97 |                                          |
| 48        | 2        | Disanayaka Mudiyanselage  | Sri Lanka         | 50.02 |                                          |
| 49        | 6        | Usama Al-Gheilani         | Oman              | 50.04 |                                          |
| 50        | 5        | Luis Iriarte              | Perù              | 50.05 |                                          |
| 51        | 4        | Jan Jamnik                | Slovenia          | 50.19 |                                          |
| 52        | 9        | Krištof Knap              | Slovenia          | 50.83 |                                          |
| 53        | 7        | Malek Chatila             | Libano            | 51.08 |                                          |
| 54        | 8        | Musaad Ahmed Bali         | Arabia Saudita    | 51.53 |                                          |
| 55        | 9        | Ilvars Ieviņš             | Lettonia          | 51.65 |                                          |
| 56        | 6        | Rasmus Jensen             | Danimarca         | 52.63 |                                          |
| 57        | 3        | Shukhrat Usmanov          | Tagikistan        | 54.59 |                                          |
|           | 9        | Johan Nicolai Hartling    | Danimarca         | DNF   |                                          |
|           | 7        | Amoj Jacob                | India             | DQ    | 163.3a                                   |
|           | 7        | Mohamed Islem Bekar       | Algeria           | DQ    | 163.3a                                   |
|           | 5        | Arinze Chance             | Guyana            | DNS   |                                          |
|           | 6        | Gideon Narib              | Namibia           | DNS   |                                          |
|           | 8        | Mmaduabuchi Ogbukwo       | Nigeria           | DNS   |                                          |
|           | 9        | Alimamy Kamara            | Sierra Leone      | DNS   |                                          |

### Semifinali
Passano in finale i primi due atleti di ogni batteria (Q) e i due atleti con i migliori tempi tra gli esclusi (q).
| Posizione | Batteria | Nome                 | Nazionalità       | Tempo | Note                                     |
| --------- | -------- | -------------------- | ----------------- | ----- | ---------------------------------------- |
| 1         | 1        | Luguelín Santos      | Rep. Dominicana   | 45.85 | Q                                        |
| 2         | 2        | Yoandys Lescay       | Cuba              | 46.02 | Q,                                       |
| 3         | 2        | Benjamin Ayesu-Attah | Canada            | 46.23 | Q,                                       |
| 4         | 1        | Kajetan Duszyński    | Polonia           | 46.30 | Q,                                       |
| 5         | 2        | Davide Re            | Italia            | 46.32 | q                                        |
| 6         | 2        | Mikhail Litvin       | Kazakistan        | 46.40 | q,                                       |
| 7         | 1        | Nathaniel George     | Canada            | 46.47 |                                          |
| 8         | 2        | Zakithi Nene         | Sudafrica         | 46.55 |                                          |
| 9         | 1        | Daniele Corsa        | Italia            | 46.56 |                                          |
| 10        | 3        | Rafał Omelko         | Polonia           | 46.73 | Q                                        |
| 11        | 1        | Jan Tesař            | Rep. Ceca         | 46.77 | Miglior prestazione personale stagionale |
| 12        | 2        | Batuhan Altıntaş     | Turchia           | 46.86 |                                          |
| 13        | 1        | Silvan Lutz          | Svizzera          | 46.89 |                                          |
| 14        | 1        | Mateo Ružić          | Croazia           | 46.90 |                                          |
| 15        | 3        | Darren Alfred        | Trinidad e Tobago | 47.15 | Q                                        |
| 16        | 3        | Othman Al-Busaidi    | Oman              | 47.20 |                                          |
| 17        | 3        | Luis Charles         | Rep. Dominicana   | 47.33 |                                          |
| 18        | 3        | Li Runyu             | Cina              | 47.53 |                                          |
| 19        | 1        | Ibrahima Mbengue     | Senegal           | 47.61 |                                          |
| 20        | 3        | Ayodeji Akinkuowo    | Nigeria           | 47.75 |                                          |
| 21        | 3        | Daniele Angelella    | Svizzera          | 47.75 |                                          |
| 22        | 3        | Jordan Clarke        | Stati Uniti       | 47.76 |                                          |
| 23        | 2        | Denis Danáč          | Slovacchia        | 47.82 |                                          |
| 24        | 2        | Bienvenu Sawadogo    | Burkina Faso      | 48.15 |                                          |

### Finale
| Pos. | Corsia | Nome                 | Nazionalità       | Tempo | Note                                     |
| ---- | ------ | -------------------- | ----------------- | ----- | ---------------------------------------- |
|      | 3      | Luguelín Santos      | Rep. Dominicana   | 45"24 | Miglior prestazione personale stagionale |
|      | 5      | Yoandys Lescay       | Cuba              | 45"31 | Miglior prestazione personale stagionale |
|      | 4      | Rafał Omelko         | Polonia           | 45"56 |                                          |
| 4    | 7      | Kajetan Duszyński    | Polonia           | 46"50 |                                          |
| 5    | 6      | Benjamin Ayesu-Attah | Canada            | 46"53 |                                          |
| 6    | 1      | Davide Re            | Italia            | 46"87 |                                          |
| 7    | 2      | Mikhail Litvin       | Kazakistan        | 46"93 |                                          |
| 8    | 8      | Darren Alfred        | Trinidad e Tobago | 47"93 |                                          |